# بيت القرين
بيت القرين هو منزل في منطقة القرين كان أحد مراكز المقاومة الكويتية إبان الغزو العراقي للكويت و وقعت فيه معركة في 24 فبراير 1991، قتل على أثرها 12 من أفراد المقاومة. و قام المجلس الوطني للثقافة والفنون والآداب بتحويل المنزل إلى متحف لتخليد ذكرى الشهداء، بعدما أمر الشيخ جابر الأحمد الجابر الصباح بتحويل البيت الذي دارت به المعركة إلى متحف تاريخي.

## مجموعة المسيلة

صور شهداء بيت القرين

قامت مجموعة المسيلة - و هي أحد مجاميع المقاومة الكويتية فترة الغزو العراقي- على 31 شاباً اتخذوا من منطقة القرين مقراً لعملياتهم تحت قيادة سيد هادي سيد محمد علوي. قامت المجموعة بجمع السلاح و استخدامه في محاربة القوات العراقية عن طريق قنص أفراد من الجيش أو تدمير الآليات العسكرية. قامت المجموعة بتلك العمليات حتى نوفمبر 1990 عندما قامت القوات العراقية تشديد التفتيش و الرقابة على الأفراد، فانخرطت المجموعة بالأعمال المدنية و خدمة أهالي المنطقة حتى بدء الحملة الجوية من حرب الخليج الثانية. و في 17 يناير 1991 قامت المجموعة باخراج السلاح مرة أخرى و انتقلت إلى منزل آخر في نفس المنطقة و لكن في قطاع أقل كثافة بالسكان و ذلك حفاظاً على أرواح المدنيين، و كان ذلك في منزل بدر العيدان (أحد أفراد المجموعة).

## المعركة
بدأت أحداث المعركة في صباح يوم 24 فبراير 1991 عندما قامت مجموعة من الجيش العراقي و الاستخبارات العراقية بطرق باب بيت القرين بغرض تفتيشه أو سرقة محتوياته. و عندما لم يستجب أحد للطرق قام أحد الجنود بالقفز فوق سوق سور المنزل محاولاً الدخول، فقام أحد أفراد مجموعة المسيلة المتواجدين في المنزل بإطلاق النار على الجندي. و كان في المنزل 19 شخصاً من المجموعة من أصل 31 شخص. فقام الجيش العراقي بمحاصرة المنزل و فتح النار على أفراد المقاومة. و كان الجيش العراقي مدعوماً بالدبابات و قذائف آر بي جي مقابل تسليح خفيف لمجموعة المسيلة. و مع هذا استمرت المعركة حتى السادسة مساءً. و انتهت بمقتل 3 من أفراد المقاومة و أسر 9 أخرين وجدت جثثهم ملقاه في أماكن متفرقة بعد تعذيبهم، و استطاع 7 من أفراد المجموعة من النجاة.
أسماء أفراد المجموعة الذين قتلوا

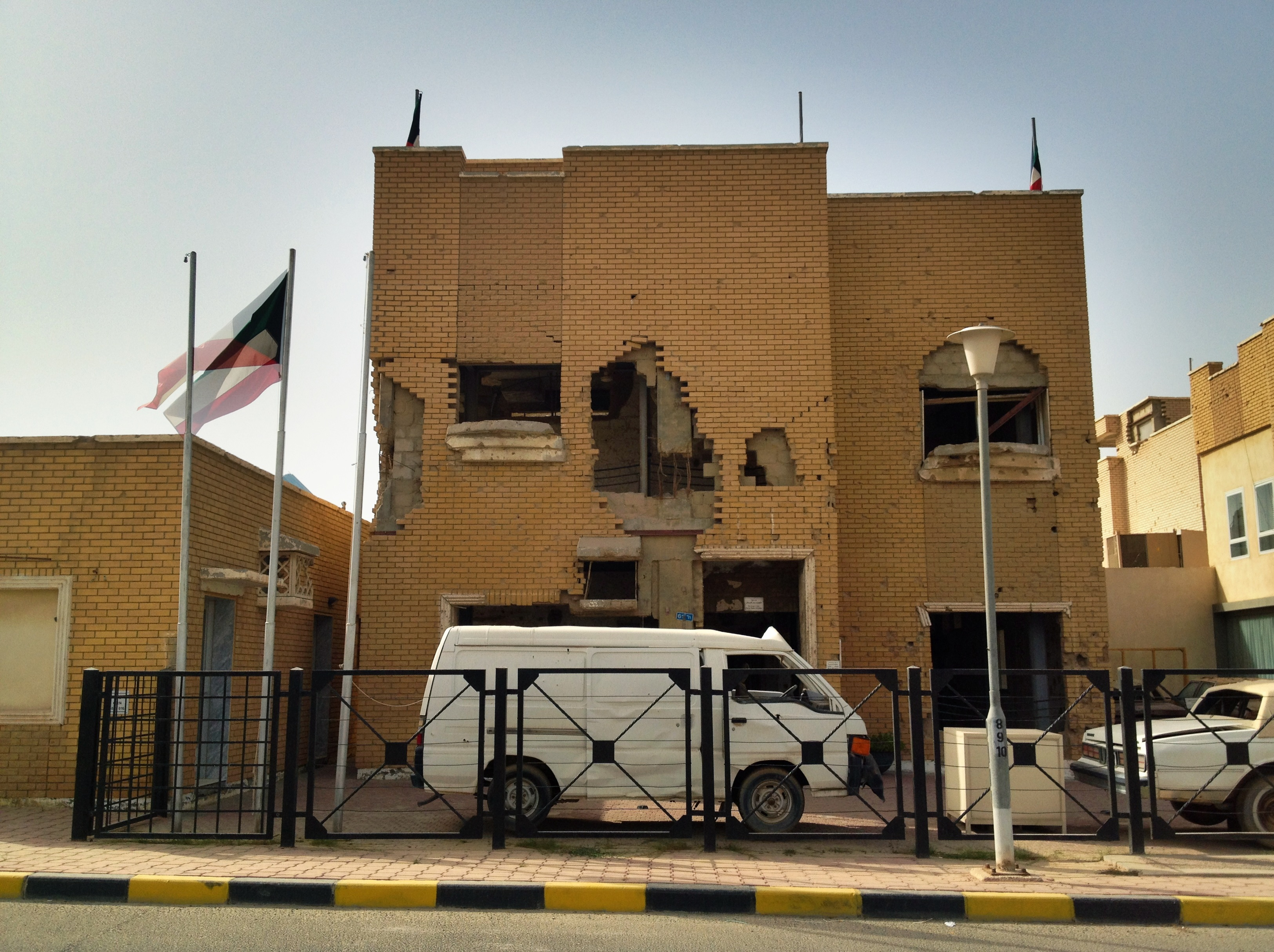
جانب آخر من البيت و يظهر الباص الذي كان يقل المجموعة الأولى من الجيش العراقي

- سيد هادي سيد محمد علوي - قائد المجموعة
- عامر فرج العنزي
- يوسف خضير يوسف علي
- بدر ناصر عبد الله العيدان
- إبراهيم علي صفر منصور
- عبد الله عبد النبي مندني
- خليل خيرالله عبد الكريم البلوشي
- خالد أحمد محمد الكندري
- حسين علي غلوم رضا
- مبارك علي صفر منصور
- جاسم محمد علي غلوم
- محمد عثمان علي الشايع

## أثر المعركة

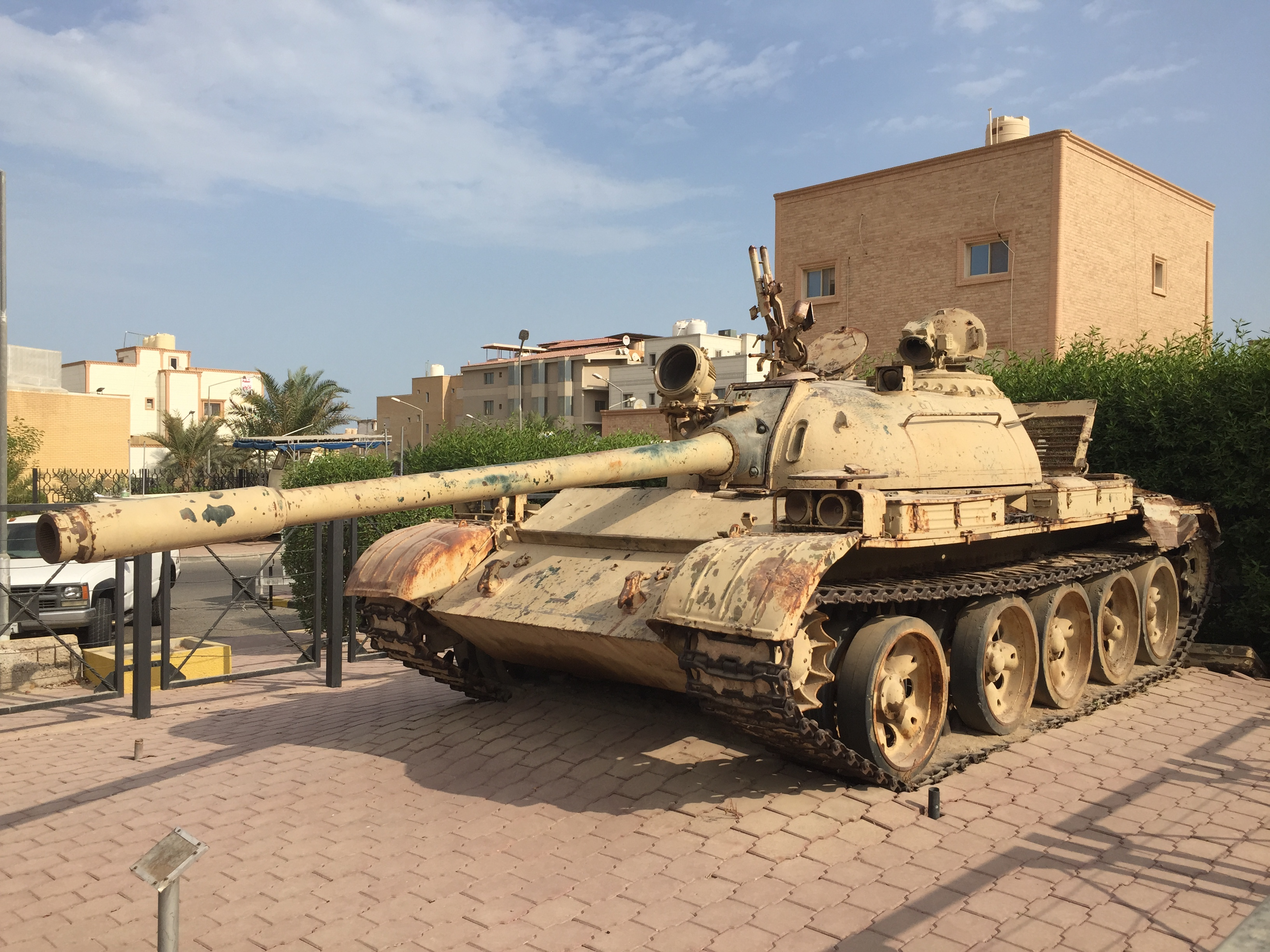
جانب آخر من البيت

تعد معركة بيت القرين ملحمة وطنية تبرز دور المقاومة الكويتية أثناء الغزو العراقي، حيث وحدت جميع أطياف المجتمع الكويتي بصورة وطنية. فقام المجلس الوطني للثقافة والفنون والآداب بتحويل المنزل إلى متحف لتخليد ذكرى الشهداء و هذه الملحمة. و أثناء زيارتة للمتحف في 14 أبريل 1994 قال قائد قوات التحالف نورمان شوارزكوف:
و قام مجموعة من الشباب بإحياء ذكرى المعركة في 24 فبراير 2012 و ذلك لتعزيز الوحدة الوطنية.